# شهرستان نانچنگ
شهرستان نانچنگ (به لاتین: Nancheng County) یک منطقهٔ مسکونی در چین است که در فوژوا واقع شده‌است. شهرستان نانچنگ ۷۰ متر بالاتر از سطح دریا واقع شده‌است.